# Выгодчиков, Константин Алексеевич
Константин Алексеевич Выгодчиков (1892, Москва — 1941) — российский, советский шахматист, мастер спорта СССР (1929), по итогам квалификационной проверки ВСФК (1934—1935) понижен в 1-ю категорию. В 1930-х годах был репрессирован.
Бронзовый призёр первенства Москвы 1911 г., победитель турнира любителей Всероссийской шахматной олимпиады (1920), участник чемпионатов СССР 1923 и 1929 гг. (в чемпионате 1929 г. вышел в полуфинальный этап, где выполнил норму мастера спорта СССР). Победитель чемпионатов Белорусской ССР 1926 и 1928 гг. (в 1928 г. выступал вне конкурса, звание чемпиона республики получил В. И. Силич). Чемпион Смоленска 1925 и 1926 гг. В чемпионате РСФСР 1934 г. преодолел групповой этап, вышел в финальный турнир, но ввиду болезни сыграл там неудачно.
Муж тёти мастера С. В. Белавенца Софии Павловны Белавенец (1883—1969), родной сестры Всеволода Павловича Белавенца (1879—1959). Был наставником С. В. Белавенца и М. М. Юдовича в ранние годы их шахматной карьеры.
Первый раз был арестован в сентябре 1930 г. по обвинению в участии в нелегальной контрреволюционной группе меньшевиков. По данным Книги памяти жертв политических репрессий «Смоленский мартиролог» (том 7, 2008): «Выгодчиков Константин Алексеевич, 1892 г.р., ур. г. Москва, русский, член РКП (б), Облторготдел, г. Смоленск, экономист, арест 29.11.1930 ПП ОГПУ Западной обл., содержался: Смоленский изолятор „Американка“, решение 17.09.1931 — Коллегия ОГПУ Западной обл., по ст.58-10,11 — мера наказания 3 года высылки; реабилитация 05.03.1957 г. — Президиум Смоленского суда, арх. след. дело 9060-с». Отбывал срок в ИТЛ на Урале. По возвращении в Смоленск в конце 1933 г. работал в конторе «Союзплодовощ». В 1937 г. получил работу преподавателя в шахматном клубе СФК Смоленской области. В июле 1938 г. арестован повторно по аналогичному обвинению. Освобожден в январе 1939 г. в связи с недоказанностью вины. С. Б. Воронков предполагает, что третий и последний арест Выгодчикова произошел в 1941 г. в Москве, где он находился, вероятно, в гостях у Белавенца.

## Спортивные результаты
| Год         | Город     | Соревнование                                                                   | +   | −   | =   | Результат       | Место |
| ----------- | --------- | ------------------------------------------------------------------------------ | --- | --- | --- | --------------- | ----- |
| 1920        | Москва    | Всероссийская олимпиада (турнир сильнейших любителей) (предварительная группа) | 7   | 1   | 0   | 7 из 8          | 1     |
|             |           | (финал)                                                                        | 5   | 1   | 2   | 6 из 8          | 1—2   |
| 1923        | Ленинград | 2-й чемпионат СССР                                                             | 1   | 6   | 5   | 3½ из 12        | 11—13 |
| 1925        | Смоленск  | Первенство Смоленска                                                           |     |     |     |                 | 1     |
| 1926        |           | Чемпионат Белорусской ССР                                                      |     |     |     | 6 из 8          | 1     |
|             | Смоленск  | Первенство Смоленска                                                           |     |     |     |                 | 1     |
| 1928        |           | Чемпионат Белорусской ССР                                                      | 7   | 1   | 5   | 9½ из 13        | 1—3   |
|             | Тула      | Первенство Центрально-Земледельческого района РСФСР                            |     |     |     |                 |       |
| 1929        | Одесса    | 6-й чемпионат СССР Первая предварительная группа 1-й полуфинал                 | 2 0 | 1 0 | 5 5 | 4½ из 8 2½ из 5 | 3 3—4 |
| 1934        | Москва    | Чемпионат РСФСР (предварительная группа)                                       | 4   | 1   | 4   | 6 из 9          | 2     |
|             |           | (финал)                                                                        | 0   | 4   | 1   | ½ из 5          | 6     |
| 1935 — 1936 |           | Турнир по переписке мастеров и I категории                                     |     |     |     | 7 из 12         | 5—6   |
| 1937 — 1938 |           | Турнир по переписке мастеров и I категории                                     |     |     |     | 6½ из 12        | 6     |